# Karen Bardsley
Karen Louise Bardsley (Santa Mónica, Estados Unidos; 14 de octubre de 1984) es una exfutbolista anglo-estadounidense. Jugaba como portera desde 2007 hasta 2022.

## Trayectoria

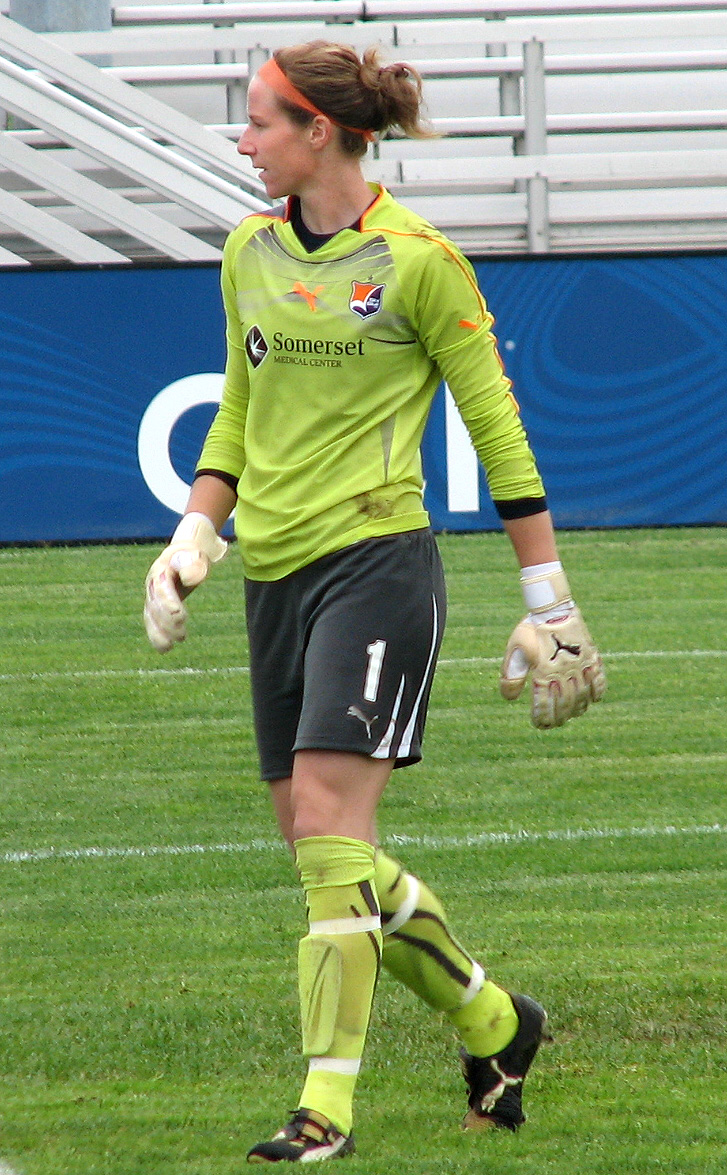
Bardsley en 2010, jugando con el Sky Blue

Bardsley comenzó en 2002 en el Cal State Fullerton Titans de la NCAA. En 2005 debutó con la selección inglesa.
Tras graduarse pasó a la W-League, primero en el Ajax America (2007) y después en el Pali Blues (2008). Al fundarse en 2009 la WPS fichó por el Sky Blue, donde pasó tres temporadas.
Cuando la WPS quebró en 2011 Bardsley dejó Estados Unidos y fichó por el Linköping sueco. Tras dos temporadas en la Damallsvenskan pasó a la WSL: en 2013 en el Lincoln City y en 2014 fichó por el Manchester City.
Con la selección inglesa ha jugado las Eurocopas de 2009 y 2013 y el Mundial 2011. También ha jugado los Juegos Olímpicos 2012 con la selección británica.

### Participaciones en Eurocopas
| Eurocopa      | Sede         | Resultado    |
| ------------- | ------------ | ------------ |
| Eurocopa 2009 | Finlandia    | Subcampeona  |
| Eurocopa 2013 | Suecia       | Primera fase |
| Eurocopa 2017 | Países Bajos | Semifinales  |

### Participaciones en Copas del Mundo
| Mundial                  | Sede     | Resultado        |
| ------------------------ | -------- | ---------------- |
| Mundial Femenino de 2011 | Alemania | Cuartos de final |
| Mundial Femenino de 2015 | Canadá   | 3.º puesto       |
| Mundial Femenino de 2019 | Francia  | 4.º puesto       |

### Participaciones en Juegos Olímpicos
| Edición                  | Sede    | Equipo                    | Resultado        |
| ------------------------ | ------- | ------------------------- | ---------------- |
| Juegos Olímpicos de 2012 | Londres | Selección de Gran Bretaña | Cuartos de final |

## Palmarés

### Campeonatos nacionales
| Título                | Club            | País       | Año     |
| --------------------- | --------------- | ---------- | ------- |
| FA Women's League Cup | Manchester City | Inglaterra | 2014    |
| Women's Super League  | Manchester City | Inglaterra | 2016    |
| FA Women's League Cup | Manchester City | Inglaterra | 2016    |
| Women's FA Cup        | Manchester City | Inglaterra | 2016-17 |
| FA Women's League Cup | Manchester City | Inglaterra | 2018-19 |
| Women's FA Cup        | Manchester City | Inglaterra | 2018-19 |
| Women's FA Cup        | Manchester City | Inglaterra | 2019-20 |
| FA Women's League Cup | Manchester City | Inglaterra | 2021-22 |